# Halálos twist
A Halálos twist Pintér Tamás író, újságíró első elbeszéléskötetete, amely 1967-ben a Szépirodalmi Könyvkiadó gondozásában jelent meg 3800 példányban. A fedélrajz Bertalan Tivadar munkája.
A kötetben tizenkét elbeszélés és egy kisregény (Láncreakció) szerepel, többségük korábban megjelent valamelyik periodikában, elsősorban az Élet és Irodalomban. A novellák közül a Piros királyból Pintér Tamás a Madách Színház számára színdarabot, valamint rádiójátékot is írt. Az utóbbi 1984-ben hangzott el, a darab végül nem kerül színpadra. A Fekete és fehér című novellából tévéjáték készült, amelyet 1969. szeptember 13-án mutatott be a Magyar Televízió. A Szembesítést Kern András filmesítette meg a televízió számára.
A Láncreakció a Kortárs 1965 februári számában jelent meg, később helyet kapott az Opowiadan Wegierskich című 1967-es lengyel antológiában, és hangjátékként elhangzott a lengyel állami rádióban.

## Fülszöveg

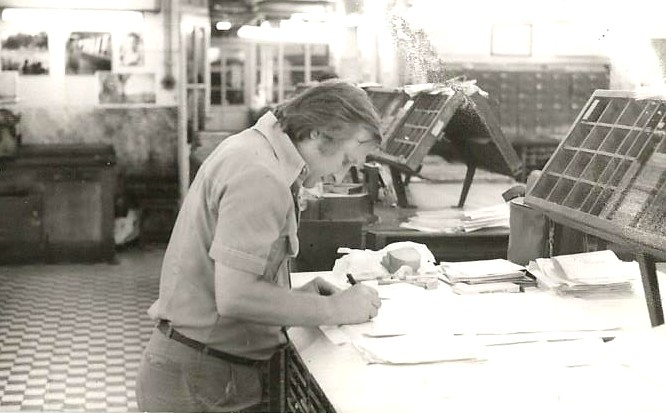
Pintér Tamás a Szikra nyomdában 1976. júliusban

„Ahhoz a nemzedékhez tartozom, amelynek nemigen volt gyerekkora. A háborús idők meglehetősen korán felnőtté tettek, így a hagyományos és illő életkor előtt kezdtem hozzá sok mindenhez. Az összefüggések kereséséhez is, a lázadáshoz is. Ma már egy dologban biztos vagyok, hogy az írónak mindenekelőtt szeretnie és gyűlölnie kell tudni. Szeretni azt, ami jó és célszerű, és gyűlölni azt, ami ostoba, aljas és brutális” – fogalmazott a szerző a kötet fülszövegében. Pintér Tamás azt írta: néhányszor volt már keservesen nehéz helyzetben, de kilátástalanban soha, és emberi kötelesség kitartani – az ökölvívásból vett hasonlattal – minden „menetben”.
A fülszöveg szerint az író fontosnak tartja, hogy az irodalomban, akárcsak egy jó házasságban, ne csak az erények, hanem a gyengeségek és a vétkek is napirendre kerüljenek. „Tiszta dolgot csak így lehet csinálni, és azt hiszem, csak így érdemes igazán. (...) A szándékról beszélek, arról, hogy az, aki az írást nem hittel, becsülettel csinálja, jobban teszi, ha abbahagyja az egészet” – írta.

## Elbeszélések
- Szembesítés – Az elbeszélésnek három szereplője van, Alfa, az önbizalomtól kicsattanó leendő külkereskedő, barátnője, a félénk, bizonytalan Krisztina és egy fiatalember, Gabriel István. Alfa és Krisztina a fiú hétvégi házába tart, hogy először legyenek együtt. Amikor a sötétben odaérnek, kiderül, hogy valaki behúzódott a házba. Érkezésükkor az idegen, holmijait hátrahagyva, elmenekül. Mindkettőjüket felzaklatja, hogy a férfi ideiglenesen beköltözött a házba, és a feszültség kihozza a közöttük lévő személyiségbeli különbségeket. Másnap reggel az idegen, Gabriel István a kertben várja őket. Alfa a rendőrséggel fenyegetőzik, a fiatalember pedig azzal védekezik, hogy csak az eső elől húzódott az üresen álló házba. Krisztina az éjszaka történtek és a két férfi vitájából rájön, hogy Alfa nem jó választás számára.[6] A novella először a Budapesti KISZ életben jelent meg.[7] A Magyar Televízió 1969. szeptember 13-án mutatta be az elbeszélésből forgatott tévéjátékot, amelynek rendezője Kern András volt, mellette pedig Verebes István és Detre Annamária játszott a filmben.[3]
- Piros király – A történet a balatoni műút melletti presszó-benzinkúton és autószerelő műhelyben játszódik. Ervin, a fiatal autószerelő és Márta, a benzinkút- és presszóüzemeltető Valentin felesége szerelmi viszonyban van. A fiatalember rá akarja venni a nála több évvel idősebb nőt, hogy hagyja ott a rendőrségtől elbocsátott férfit, és kezdjenek új életet együtt, de a nő döntésképtelen, fél erőszakos férjétől. Az autószerelő műhely tulajdonosa, Ács Ottó és Valentin kártyapartira várja a térség erős emberét, Polgárt, a tanácstitkárt, aki ittasan érkezik autójával. Ács megkéri Ervint, menjen el borért, Polgár pedig kölcsönadja autóját. Ervin rábeszéli Mártát, kísérje el. Útközben megállnak, szeretkeznek a kocsiban, majd az italboltban Ervin megveszi a bort. Hazafelé egy elütött embert pillantanak meg az út szélén. Ervin elviszi a benzinkúthoz, és az autó megvizsgálásakor rájön, Polgár gázolta el a férfit. Márta kérése ellenére Ervin kihívja a mentőket és a rendőröket. A rendőrök is észreveszik az autó sérüléseit, és a gyanújuk rögtön a fiatalemberre terelődik. Ervin elmondja, csak Polgár lehetett a gázoló, valamint azt, hogy Márta vele volt, így a nő igazolni tudja, nem ő ütötte el a férfit. Az asszony letagadja, hogy ott volt a kocsiban, Ervint pedig elviszik a rendőrök.[8] Az elbeszélés a Kortárs 1964 augusztusi számában jelent meg először. A Piros királyból Pintér Tamás a Madách Színház számára színdarabot, valamint rádiójátékot is írt. Az utóbbi 1984-ben hangzott el.[4]
- Fekete és fehér – Az egyes szám első személyben íródott novella főhőse egy fiatal férfi, aki a nehéz, de jól jövedelmező vagonpakolásból él. Elégedetlen az életével, egyetlen öröme, amikor társával a műszak után szórakozni megy. Egy bárban megismerkedik egy fiatal lánnyal, akinek azt hazudja, hogy újságíró. Isznak, táncolnak, de kiderül, hogy a lányt csak a jól kereső újságíró álcája vonzza, egyébként a főhőshöz hasonló férfiakat megveti. A férfi, a lány nyilvánvaló vonzalma és hajlandósága ellenére, otthagyja őt.[9] Az elbeszélés az Élet és Irodalom 1962. június 16-ai számában jelent meg először.[4] 1964 szeptemberében a Budapesti KISZ életben is napvilágot látott.[10] 1980-ban beválogatták a Fény a tetők alatt című bolgár antológiába.[11]
- Gyenge délután – A főszereplő egy fiatal pár. A lány egyik nőrokonáról beszélgetnek, akit nemrég hoztak haza a kórházból. A férfi, a nyilvánvaló kockázatok ellenére is amellett érvel, hogy a nőt meg kell műteni, míg a lány fél rokonát a sebészek kezébe adni. A beszélgetésből kiderül, hogy a férfi elsősorban a rokon lakására pályázik, hogy legyen hol együtt élniük.[12] Az elbeszélés először 1965. november 20-án jelent meg az Élet és Irodalomban.[4]
- Fejjel lefelé – Az elbeszélés főhőse egy mutatványosnő és barátja, Raffai. Egy búcsú után a férfi megcsömörlik, és elhagyja a nőt. A döntés folyamatát a hajóhinta szimbolizálja, amely egy idő múlva, ívének legmagasabb pontján átfordul utasával.[13] Az elbeszélés először 1965. január 23-án jelent meg az Élet és Irodalomban, majd  1965. február 8-án rádiónovellaként hangzott el.[4]
- Filozófiai alapállás – Az első szám első személyben elmondott történet egy gyárban játszódik, ahol filmforgatás zajlik. A filmesek egy vékony nőt keresnek a dolgozók között egy kisebb szerepre. A történéseket egy fiatal munkás szemszögéből látjuk, aki az ebédszünetet a szintén  a gyárban dolgozó barátnőjével tölti. A lány azon gondolkozik, hogy tanuljon-e tovább. A fiú, mivel fél, hogy a lánynak kevesebb ideje lesz rá, próbálja lebeszélni. A lány beleegyezik, hogy ne járjon iskolába. Délután a filmesek kiválasztják a lányt a kis szerepre, amit a narrátor féltékenyen figyel. A lánynak csak néhány, némileg feminista mondat jut. A lány estére arra az elhatározásra jut, hogy mégis továbbtanul, és a fiú sem ellenkezik.[14] Az elbeszélés először a Kortárs 1966 februári számában látott napvilágot.[15] Egy korábbi változata a Budapesti KISZ élet 1964. márciusi számában jelent meg, Santung címmel.[16]
- Nyitott bicska – A novellának három fontosabb szereplője van, egy horgászó fiatal pár és egy halász. A pár férfi tagja megismerkedik a mogorva halásszal, akitől halat akar venni. Beszélgetésük során kiderül a halász múltja, aki a háború után „valaki” volt a faluban, de később leváltották, mert lopott anyagból építette azt a villát, amelyben a fiatal pár lakik. A halász nem tud megbocsátani a falunak, amely kiközösítette.[17] A novella először a Napjaink 1965. december 1-jei számában jelent meg.[18]
- Hideg hétfő – Volek János nyugdíjas ismét munkát kap régi gyárában. A nyugdíjas öröme nem tart sokáig, mert a gyárban sok minden megváltozott. Az új művezető lenézi, és hamar vitába kerülnek a munka kiosztása miatt. Az öreg vállalja a konfliktust.[19] A novellát először a Népszabadság közölte 1963. március 10-ei számában.[20]
- Játék – Két fiú, a gyengécske Szúnyog és az erős, erőszakos Trapéz focizik egy háborús lövészárok közelében. Trapéz, miután az elgurult labda után megy, talál egy pisztolyt. Szúnyogra fogja, henceg, de amikor véletlenül elsüti a pisztolyt, megijed. Ekkor a fizikailag gyengébb, azonban erősebb tartású Szúnyog társa fölé nő, és kettejük alárendeltségi viszonya egy csapásra megváltozik.[21] Az írás először az Élet és Irodalom 1961. május 12-én jelent meg, akkor még Oda, ahol legmélyebb a víz címmel.[4][22]
- Halálos twist – A kötet címadó novellája. Középpontjában két fiatal munkás áll, aki egy hídépítésen dolgozik. Hétvégén nem mennek haza, hanem a vízparton álló barakkban maradnak, mert szórakozni akarnak a közeli településen. Indulásuk előtt összevesznek az éjjeliőrrel, egy idősebb férfival, akinek nem tetszik, hogy ott vannak. A városkában felcsípnek két lányt, akiket sikerül elcsábítaniuk a barakkba. Táncolnak, kezdenek összemelegedni, amikor az éjjeliőr elzavarja a lányokat. A fiúk mérgesek, lefekszenek aludni. Éjszaka nagy vihar tör ki, és az éjjeliőr a segítségüket kéri, mert az ideiglenes híd egyik gerendája rázuhant a sínekre. A fiúk haragszanak az idős férfira, ezért nem segítenek neki. Reggel nem találják, de a gerenda eltűnt, a vonatok járnak. Az elbeszélés először az Élet és Irodalomban – Három ember címmel – jelent meg 1964. december 12-én.[23]
- Halak – Egy házaspár horgászik. Felelevenítik régi horgászataikat, és közben megbeszélik válásukat.[24]  A novella először az Élet és Irodalomban jelent meg 1964. április 11-én.[25]
- Csak egy életed van – A novella főhőse egy középkorú férfi, aki felvesz egy fiatal lányt az autójába. A Duna-partra viszi, mert úgy tűnik, a lány hajlandó az alkalmi szexre. A lány szédíti a férfit, de a korkülönbségre hivatkozva nem enged neki.[26]  A novella először az Élet és Irodalomban jelent meg 1963. augusztus 31-én.[27]
- Láncreakció – A csak dialógusban megírt kisregény egy cellában játszódik. Valkó Imre vasutas új rabként érkezik, és a régi fogoly, Fekete kérdéseire elmeséli az őrizetbe vételéhez vezető utat. Elmondja, azért vitték be, mert a vasúti raktár felgyújtásával vádolják, amit a rendőrség annak tud be, hogy így akarta a hiányt eltüntetni. Történetéből kiderül, hosszú időn át senki által észre nem vett átlagemberként élt addig, amíg egy nap megmentette egy vonat utasait. Élete ekkor megváltozott, kitüntették, lakást kapott, állomásfőnöknek nevezték ki, ismert lett, ezt kihasználva megismerkedett egy nővel, aki miatt elhagyta feleségét. Boldog emberként élt, de idővel megkopott a népszerűsége, szeretője elhagyta, és élete is visszazökkent korábbi átlagos medrébe. A történetből, bár Valkó tagadja, kiderül: azért gyújtotta fel a raktárt, hogy azt eloltva ismét hőssé váljon.[28] A novellát először a Kortárs 1965. februári számában adták ki,[4] később helyet kapott az Opowiadan Wegierskich című 1967-es lengyel antológiában, és hangjátékként is elhangzott a lengyel állami rádióban.[4]

## Fogadtatás
Az Új Írás 1967. decemberi számában Gyurkó László írt recenziót a könyvrőlː „Ha egy mondatban kell elmondanom a véleményemet, kénytelen vagyok így fogalmazniː minden együtt van már Pintérben, hogy igazán jó író legyen.”
Sipos István a Kritika 1967. júliusi számában azt írta, hogy van Pintér Tamás „problémalátásában, hangvételében valamilyen imponáló érettség, következetesség, ami az átlag fölé emeli, ami arról győz meg bennünket, hogy írásai mégsem csak kísérletek, hanem egy tudatos esztétikai elgondolás megvalósulásai.”
A Magyar Nemzet 1967. április 3-án foglalkozott a kötettel. A kritikus ezt írtaː „Pintér Tamásnak erénye a dialógusok megszerkesztése és a hajlékony, árnyalt, az egyéniséget kifejező színes nyelvi fordulat, amely a dialógusoknak drámaiságot kölcsönöz. Ez a drámaiság néha magával ragadja ugyan az írót akkor is, amidőn a cselekvést mélyebben indokolni, a tettekhez mozgató rugót kellene keresnie, dialógus helyett másfajta, belső ábrázolással. Hisszük azonban, hogy ez csak olyan gyermekbetegség, amely a mesterség tökéletesedésével párhuzamosan eltűnik, és helyébe kialakul egy izmos, érdekes, etikai érdeklődésű íróegyéniség.”
Simon Zoltán, az Alföld kritikusa egyenetlennek találta az író teljesítményét. Úgy vélte, hogy az írások többsége pillanatkép, amelyben benne van a jó novella lehetősége, de a történet és az írói szándék is „embrionális állapotban marad”. Kiemelte viszont a kisregényt, amelyben az író „szűkszavúan, mégis nagy lélektani biztonsággal rajzolja meg torz hősét, akinek kisszerűsége és nagyravágyása törvényszerűen torkollik tragédiába.”
Kőszeg Ferenc a Kortársban hasonló véleményre jutott, és azt javasolta a szerzőnek, hogy a túlzott szűkszavúság helyett „meséljen egy kicsit”. A recenzió írója a szerző szemére vetette szereplőinek „mítizált tisztaságát” és az „ösztönösség tiszteletét”.
Faragó Vilmos az Élet és Irodalom 1967. március 11-ei számában így írtː „Pintér Tamás hőseit (...) az akció jellemzi, legfőbb megnyilvánulásuk a szinte vegetatív mozgás, cselekvésük váratlannak tetszik, mert indítékai nem intellektuális elhatározásokban, hanem ösztönszférákban rejlenek, visszatérő figurája a lázadó fiatal, aki nem kritikai gondolatait, hanem ösztönös tisztaságérzetét szögezi szembe a menők, a beérkezettek, a romlott nagyokosok hazug konvencióival.”
„A harminchét éves Pintér Tamás pedig, aki első kötetével jelentkezett, szuverén világú, karakteres, egyéni arculatú írónak mutatkozik. Láncreakció című terjedelmesebb novellája nemcsak a hírnévbe belekóstolt ember lelki torzulásáról ad kitűnő rajzot, hanem a szerző kompozíciós tehetségét is elárulja” - fogalmazott Faragó Vilmos.
Pályi András a Tiszatájban közölte kritikájátː „Hősei elesett, a társadalom peremén élő vagy peremére szoruló emberek, elődjeik mintha Mándy novelláiban születtek volna meg, Pintér Tamás világa azonban több is, kevesebb is a Mándyénál; tágabb a horizontja, tömörségében, összefogottságában is tágabbra nyílik vagy akar nyílni. De a lélektani mélységet itt-ott nem egészen hiteles hidak ívelik át, legtöbbször szinte észrevétlenül. Apró megcsúszások ezek, de komoly csuszamlást okozhatnak”.